# Morti nel 1973/Aprile
| Questa pagina contiene informazioni ricavate automaticamente dalle voci biografiche con l'ausilio del template Bio e di un bot. L'aggiornamento è periodico e automatico e ricostruisce completamente la pagina. Se manca una persona in questa lista, sei pregato di non aggiungerla, ma accertati piuttosto che la sua voce biografica contenga il template Bio e che i dati anagrafici siano correttamente compilati. Se il template Bio manca, inseriscilo tu stesso o, in alternativa, metti l'avviso {{tmp\|Bio}} che ne segnala la mancanza. Se i dati riportati sono sbagliati, correggi direttamente la voce biografica; le modifiche saranno visibili in questa lista entro pochi giorni. Per chiarimenti vedi il progetto biografie. La lista contiene solo le 98 persone che sono citate nell'enciclopedia e per le quali è stato implementato correttamente il template Bio. Pagina aggiornata al 3 mar 2024. |

- 1º aprile - Jim Crockett, imprenditore statunitense (n. 1909)
- 1º aprile - Walter Dray, astista statunitense (n. 1886)
- 1º aprile - Eugenio Gualdi, imprenditore e dirigente sportivo italiano (n. 1884)
- 1º aprile - Jolande Jacobi, psicologa ungherese (n. 1890)
- 1º aprile - Bruto Puccetti, politico italiano (n. 1897)
- 1º aprile - Adolfo Rivoir, generale italiano (n. 1895)
- 1º aprile - Dirk Scalongne, schermidore olandese (n. 1879)
- 2 aprile - Jascha Horenstein, direttore d'orchestra statunitense (n. 1898)
- 2 aprile - Joseph-Charles Lefèbvre, cardinale e arcivescovo cattolico francese (n. 1892)
- 2 aprile - Marcia Manon, attrice francese (n. 1896)
- 3 aprile - Giovanni Pirelli, scrittore italiano (n. 1918)
- 4 aprile - Ulick Alexander, ufficiale inglese (n. 1889)
- 4 aprile - Gianni Bartoli, politico italiano (n. 1900)
- 5 aprile - Roger Cousinet, pedagogista francese (n. 1881)
- 5 aprile - Herbert Graf, produttore teatrale austriaco (n. 1903)
- 5 aprile - David Murray, pilota automobilistico britannico (n. 1909)
- 5 aprile - Aldo Urbani, generale italiano (n. 1896)
- 5 aprile - Giovanni Vecchina, calciatore e allenatore di calcio italiano (n. 1902)
- 6 aprile - Inman Jackson, cestista statunitense (n. 1907)
- 7 aprile - Tullio Benedetti, giornalista e politico italiano (n. 1884)
- 7 aprile - John Charles McQuaid, arcivescovo cattolico irlandese (n. 1895)
- 8 aprile - Raja Jemaah, sovrana malese (n. 1900)
- 8 aprile - Angelo Dellacasa, calciatore italiano (n. 1896)
- 8 aprile - Pablo Picasso, pittore e scultore spagnolo (n. 1881)
- 8 aprile - Viktor de Kowa, attore, regista e cantante tedesco (n. 1904)
- 9 aprile - Piero Bottoni, architetto e politico italiano (n. 1903)
- 9 aprile - Carlo Jelardi, medico e generale italiano (n. 1888)
- 9 aprile - Henrique da Silveira, schermidore portoghese (n. 1901)
- 10 aprile - Kamal Adwan, politico palestinese (n. 1935)
- 10 aprile - Giovanni Becatti, archeologo e funzionario italiano (n. 1912)
- 10 aprile - Novello Papafava, scrittore italiano (n. 1899)
- 10 aprile - Muhammad Yusuf al-Najjar, guerrigliero e terrorista palestinese (n. 1930)
- 11 aprile - Paolo Greco, politico italiano (n. 1886)
- 11 aprile - Ynez Seabury, attrice statunitense (n. 1907)
- 11 aprile - Ljudmil Stojanov, poeta e scrittore bulgaro (n. 1888)
- 11 aprile - James Van Trees, direttore della fotografia statunitense (n. 1890)
- 11 aprile - Ted de Corsia, attore statunitense (n. 1903)
- 12 aprile - Arthur Freed, produttore cinematografico, cantante e paroliere statunitense (n. 1894)
- 12 aprile - Alphonse Lacroix, hockeista su ghiaccio statunitense (n. 1897)
- 12 aprile - Boris Andreevič Sacharov, ingegnere e compositore di scacchi russo (n. 1914)
- 13 aprile - Robert Danielsen, calciatore norvegese (n. 1905)
- 13 aprile - Henry Darger, scrittore e illustratore statunitense (n. 1892)
- 13 aprile - Kid Williams, pugile danese (n. 1893)
- 13 aprile - Pete Herman, pugile statunitense (n. 1896)
- 13 aprile - Manlio Mora, militare italiano (n. 1883)
- 13 aprile - Balraj Sahni, attore indiano (n. 1913)
- 13 aprile - Dudley Senanayake, politico singalese (n. 1911)
- 13 aprile - Michele Viterbo, giornalista, scrittore e politico italiano (n. 1890)
- 14 aprile - Minna Gombell, attrice statunitense (n. 1892)
- 14 aprile - Károly Kerényi, filologo classico e storico delle religioni ungherese (n. 1897)
- 14 aprile - Oliver MacDonald, velocista statunitense (n. 1904)
- 14 aprile - Hans von Seisser, poliziotto tedesco (n. 1874)
- 15 aprile - Ernst Klodwig, pilota automobilistico tedesco (n. 1903)
- 16 aprile - Nino Bravo, cantante spagnolo (n. 1944)
- 16 aprile - István Kertész, direttore d'orchestra ungherese (n. 1929)
- 18 aprile - Jacques Canthelou, calciatore francese (n. 1904)
- 18 aprile - Alberto Guidi, politico italiano (n. 1916)
- 18 aprile - Alfred Harrison Joy, astronomo statunitense (n. 1882)
- 18 aprile - Willie "The Lion" Smith, pianista statunitense (n. 1893)
- 19 aprile - Hans Kelsen, giurista e filosofo austriaco (n. 1881)
- 19 aprile - Arrigo Levasti, insegnante italiano (n. 1886)
- 19 aprile - Tiziano Tessitori, politico italiano (n. 1895)
- 19 aprile - Ilona Vargha, schermitrice ungherese (n. 1910)
- 20 aprile - Robert Armstrong, attore statunitense (n. 1890)
- 20 aprile - Eddie Hapgood, allenatore di calcio e calciatore inglese (n. 1908)
- 20 aprile - Nikolaj Simonov, attore sovietico (n. 1901)
- 21 aprile - Evert Bulder, calciatore olandese (n. 1894)
- 21 aprile - Merian C. Cooper, regista, sceneggiatore e produttore cinematografico statunitense (n. 1893)
- 21 aprile - Arthur Fadden, politico australiano (n. 1894)
- 22 aprile - Arnaldo Harzarich, militare italiano (n. 1903)
- 22 aprile - George Lichtheim, scrittore tedesco (n. 1912)
- 22 aprile - Chuck Pandolph, bobbista statunitense (n. 1923)
- 22 aprile - Jean de Wouters, ingegnere e inventore belga (n. 1905)
- 23 aprile - Hans Fischerkoesen, regista, animatore e produttore cinematografico tedesco (n. 1896)
- 23 aprile - Allegro Grandi, ciclista su strada italiano (n. 1907)
- 23 aprile - Erkki Pakkanen, pugile finlandese (n. 1930)
- 25 aprile - Frank Fletcher, ammiraglio statunitense (n. 1885)
- 25 aprile - Olga Grey, attrice statunitense (n. 1896)
- 25 aprile - Tanzan Ishibashi, politico e giornalista giapponese (n. 1884)
- 25 aprile - Rune Lindström, drammaturgo, attore e poeta svedese (n. 1916)
- 25 aprile - Konrad Meyer-Hetling, agronomo tedesco (n. 1901)
- 25 aprile - Ferruccio Ranza, generale e aviatore italiano (n. 1892)
- 25 aprile - Fu'ad Shihab, politico e militare libanese (n. 1902)
- 26 aprile - Irene Ryan, attrice statunitense (n. 1902)
- 26 aprile - Giovanni de Lorenzo, generale e politico italiano (n. 1907)
- 28 aprile - Robert Buron, politico e scrittore francese (n. 1910)
- 28 aprile - Piero Drogo, pilota automobilistico italiano (n. 1926)
- 28 aprile - Mauro Silvano Lombardi, politico e partigiano italiano (n. 1922)
- 28 aprile - Jacques Maritain, filosofo francese (n. 1882)
- 28 aprile - Dean Mealy, cestista statunitense (n. 1915)
- 28 aprile - Carlos Menditeguy, pilota automobilistico argentino (n. 1915)
- 28 aprile - Clas Thunberg, pattinatore di velocità su ghiaccio finlandese (n. 1893)
- 29 aprile - Hanna Chrzanowska, infermiera polacca (n. 1902)
- 29 aprile - Franco Lipizer, calciatore e pittore italiano (n. 1901)
- 29 aprile - Jan Verheijen, sollevatore olandese (n. 1896)
- 30 aprile - Faustina Bellin, religiosa italiana (n. 1904)
- 30 aprile - Ildebrando Tacconi, storico e critico letterario italiano (n. 1888)
- 30 aprile - Natalia Zarembina, scrittrice e giornalista polacca (n. 1895)